# Poderes do presidente dos Estados Unidos
Os poderes do presidente dos Estados Unidos abrangem aqueles explicitamente concedidos pelo Artigo II da Constituição dos Estados Unidos, bem como os conferidos por Atos do Congresso [en], poderes implícitos [en] e uma significativa quantidade de poder brando associada ao cargo.
A Constituição atribui ao presidente a autoridade para sancionar ou vetar leis, comandar as forças armadas, solicitar a opinião por escrito de seu gabinete, convocar ou suspender sessões do Congresso, conceder indultos e perdão, e receber embaixadores. O presidente é responsável por garantir a fiel execução das leis e tem o poder de nomear e destituir oficiais executivos; essas atribuições permitem que ele oriente os funcionários sobre a interpretação das leis (sujeito a revisão judicial) e tome decisões sobre pessoal e contratações. O presidente pode celebrar tratados, que requerem ratificação por dois terços do Senado, e exerce funções de relações exteriores não atribuídas ao Congresso ou compartilhadas com o Senado. Assim, ele pode definir a formulação e a comunicação da política externa e liderar o corpo diplomático do país. Além disso, o presidente pode nomear juízes do Artigo III e certos oficiais com o conselho e consentimento do Senado. Durante um recesso do Senado, ele pode realizar nomeações temporárias [en].

## Comandante-em-chefe

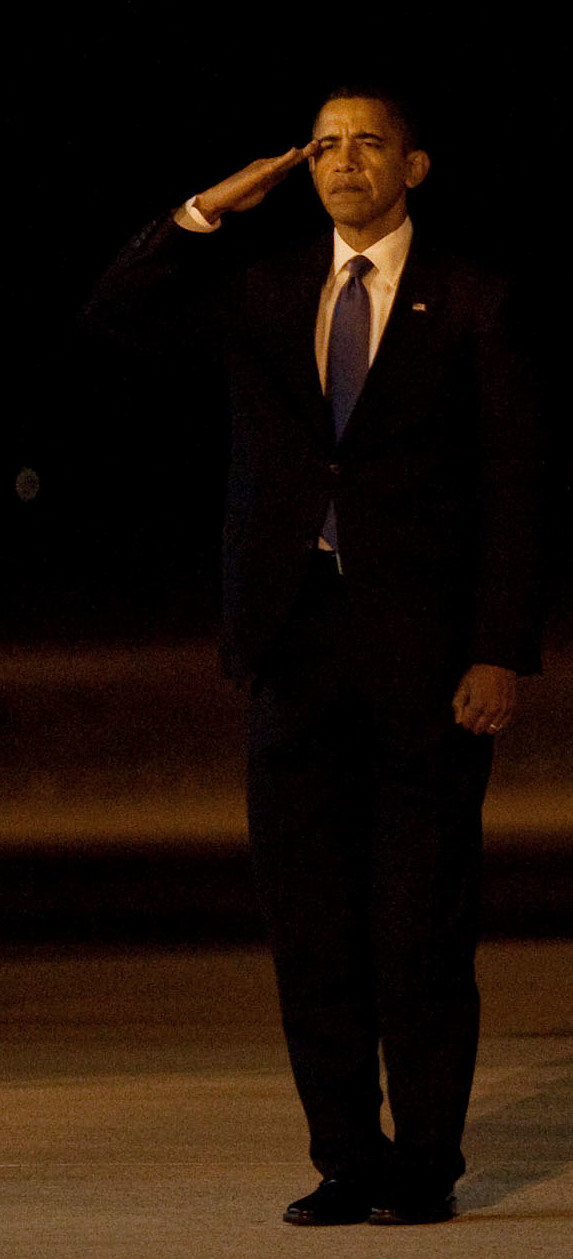
O presidente Barack Obama, na qualidade de comandante-em-chefe, presta continência aos caixões de 18 soldados mortos no Afeganistão em 2009.

O presidente é o comandante-em-chefe das Forças Armadas dos Estados Unidos e de todas as milícias federalizadas, exercendo comando e controle operacional supremo sobre elas. Nessa função, ele possui poder de plenário [en] para iniciar, dirigir e supervisionar operações militares, ordenar ou autorizar o deslocamento de tropas [en], lançar unilateralmente armas nucleares [en] e formular políticas militares com o Departamento de Defesa e o Departamento de Segurança Interna. No entanto, a capacidade constitucional de declarar guerra é exclusiva do Congresso.

O Artigo II da Constituição dos EUA designa expressamente o presidente como: 
Comandante-em-Chefe do Exército e da Marinha dos Estados Unidos, e da Milícia dos diversos Estados, quando convocada ao serviço ativo dos Estados Unidos
As patentes militares dos EUA têm origem nas tradições militares britânicas, com o presidente detendo a autoridade máxima, mas sem patente, mantendo seu status civil. Antes de 1947, o presidente era o único superior comum do Exército (sob o secretário de guerra) e da Marinha e Corpo de Fuzileiros Navais (sob o secretário da marinha). A Lei de Segurança Nacional de 1947 [en] e suas emendas de 1949 criaram o Departamento de Defesa, subordinando os serviços (Exército, Marinha, Corpo de Fuzileiros Navais e Força Aérea) à "autoridade, direção e controle" do secretário de defesa. O comando operacional atual das Forças Armadas é delegado pelo presidente ao Departamento de Defesa e normalmente exercido por meio de seu secretário. O Presidente do Estado-Maior Conjunto [en] e os comandos combatentes auxiliam nas operações conforme delineado no Plano de Comando Unificado (UCP), aprovado pelo presidente.

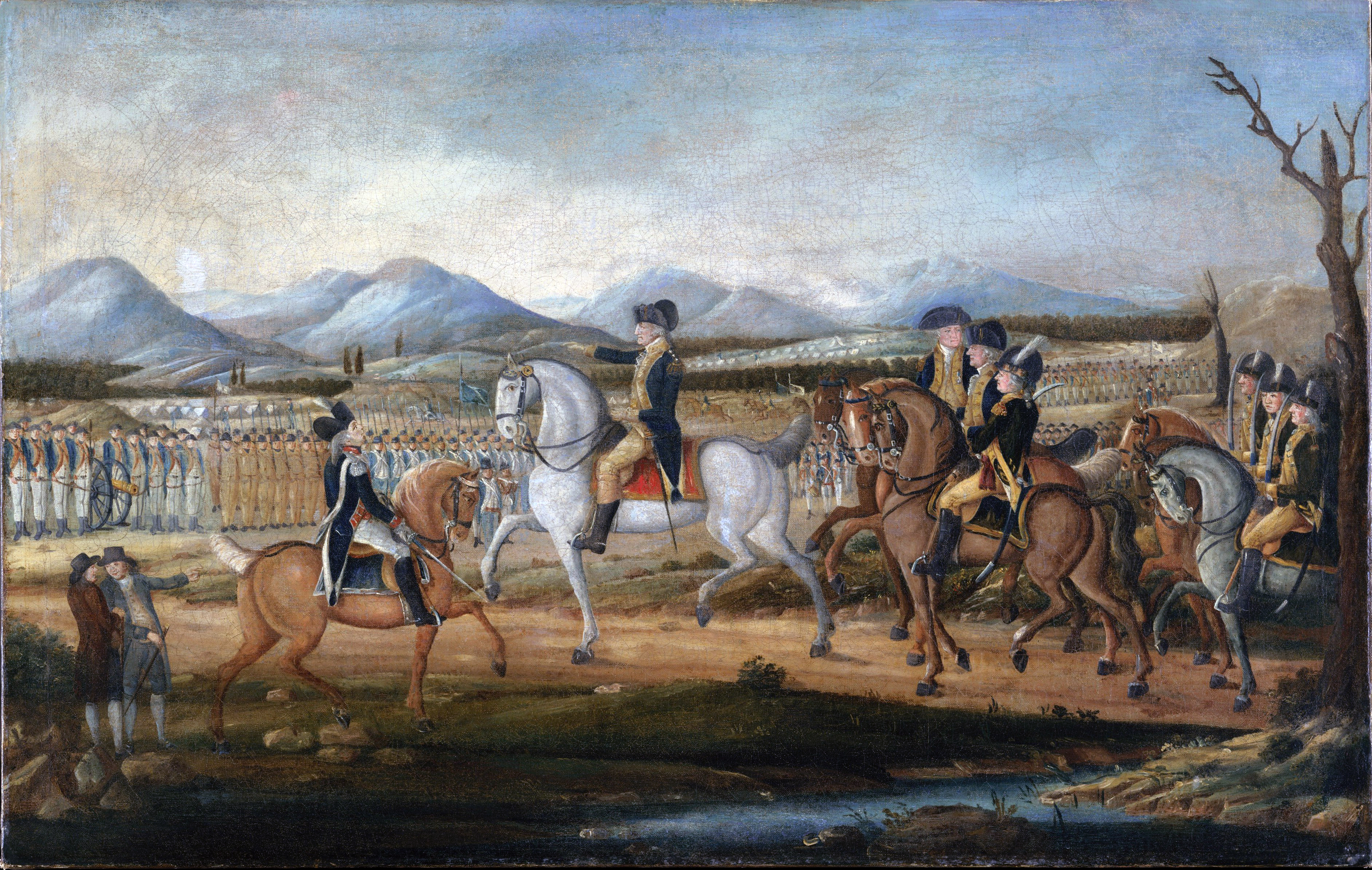
Uma pintura retratando o presidente George Washington e suas tropas antes da marcha para suprimir a Rebelião do Uísque em 1794.

O grau exato de autoridade que a Constituição concede ao presidente como comandante-em-chefe tem sido objeto de amplo debate ao longo da história americana, com o Congresso ora outorgando amplos poderes ao presidente, ora tentando restringi-los. Há consenso de que os formuladores da Constituição pretendiam que o Congresso declarasse guerra e o presidente a dirigisse; Alexander Hamilton afirmou que o presidente, embora sem poder para declarar guerra, teria "a direção da guerra quando autorizada ou iniciada", explicando ainda no Federalist No. 69 [en] que "o Presidente será o comandante-em-chefe do exército e da marinha dos Estados Unidos. ... Isso não seria mais do que o comando e direção supremos das forças militares e navais ... enquanto o do rei britânico se estende à DECLARAÇÃO de guerra e à CRIAÇÃO e REGULAÇÃO de frotas e exércitos, tudo [isso] ... caberia ao legislativo".
De acordo com a Resolução dos Poderes de Guerra de 1973, o Congresso deve autorizar deslocamentos de tropas superiores a 60 dias, embora esse processo dependa de mecanismos de ativação nunca utilizados, tornando-o ineficaz. Além disso, o Congresso exerce um controle sobre o poder militar presidencial por meio de sua autoridade sobre gastos e regulamentação militar. Historicamente, os presidentes iniciaram o processo para entrar em guerra, mas críticos apontam que houve vários conflitos sem declarações oficiais, como a intervenção militar de Theodore Roosevelt no Panamá em 1903, a Guerra da Coreia, a Guerra do Vietnã, e as invasões de Granada em 1983 e do Panamá em 1989.
O grau de envolvimento pessoal do presidente nos detalhes militares durante tempos de guerra variou significativamente. George Washington, o primeiro presidente dos EUA, estabeleceu firmemente o controle civil sobre as forças militares. Em 1794, Washington usou seus poderes constitucionais para reunir 12.000 milicianos e reprimir a Rebelião do Uísque — um conflito no oeste da Pensilvânia envolvendo fazendeiros e destiladores armados que se recusaram a pagar o imposto sobre bebidas alcoólicas. Segundo o historiador Joseph Ellis, essa foi "a primeira e única vez que um presidente americano em exercício liderou tropas em campo", embora James Madison tenha assumido brevemente o controle de unidades de artilharia na defesa de Washington D.C. durante a Guerra de 1812.

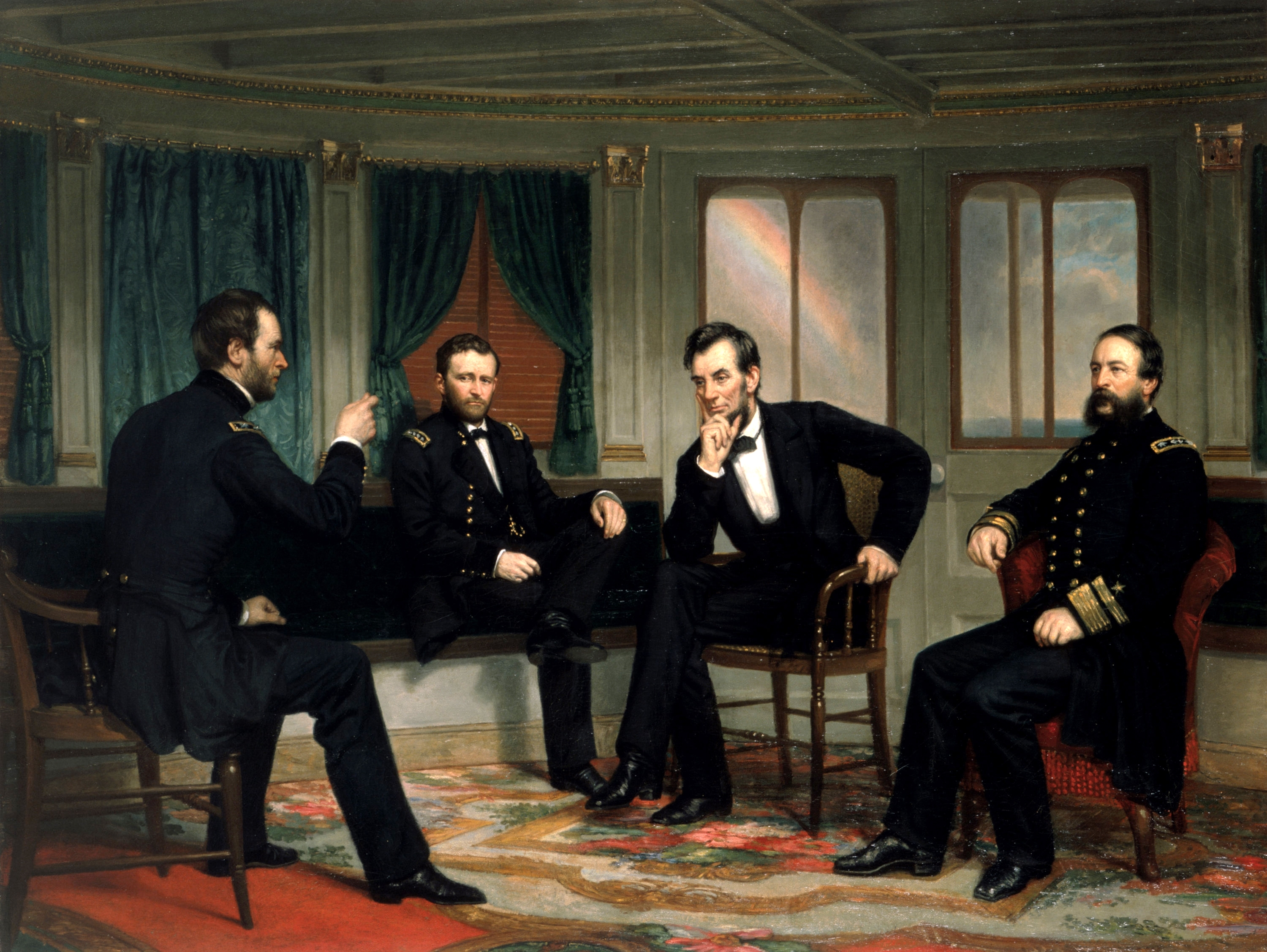
O presidente Abraham Lincoln em consulta com seus generais durante a Guerra Civil Americana.

O presidente Abraham Lincoln envolveu-se profundamente no desenvolvimento de estratégias e nas operações militares diárias durante a Guerra Civil Americana, de 1861 a 1865; historiadores elogiam Lincoln por seu senso estratégico e sua habilidade em selecionar e incentivar comandantes como Ulysses S. Grant. Em contraste, Woodrow Wilson dedicou pouca atenção aos detalhes operacionais militares da Primeira Guerra Mundial e teve pouco contato com o Departamento de Guerra ou com o general John J. Pershing, que tinha grande autonomia como comandante dos exércitos na França. Durante a Segunda Guerra Mundial, o presidente Franklin D. Roosevelt trabalhou de perto com seus generais e almirantes, designando o almirante William D. Leahy como "Chefe de Estado-Maior do Comandante-em-Chefe". Harry S. Truman acreditava em um alto grau de liderança civil sobre os militares, tomando diversas decisões táticas e políticas com base nas recomendações de seus assessores — incluindo o uso de armas atômicas no Japão, o envio de forças americanas à Guerra da Coreia e a demissão de Douglas MacArthur de seu comando. Lyndon B. Johnson manteve um controle pessoal rigoroso das operações durante a Guerra do Vietnã, o que alguns historiadores criticaram duramente.
A invasão do Kuwait em 1990 e a subsequente Guerra do Golfo em 1991 levaram George H. W. Bush a organizar e liderar uma das maiores coalizões militares de nações [en] dos tempos modernos. Diante de uma questão constitucional significativa devido à legislação ambígua que deixou as guerras da Coreia e do Vietnã sem declarações oficiais de guerra, o Congresso rapidamente autorizou amplos poderes bélicos para Bush. A liderança de George W. Bush durante a Guerra no Afeganistão e a Guerra do Iraque obteve resultados mistos. Após os Ataques de 11 de setembro pela Al-Qaeda, a subsequente Guerra ao Terror e a Invasão do Iraque em 2003 devido ao suposto apoio do Iraque ao terrorismo e posse de armas de destruição em massa, a rapidez com que os governos do Talibã e do Partido Ba'ath em Cabul e Bagdá foram derrubados pela superioridade esmagadora das forças americanas e aliadas desafiou as previsões de muitos especialistas militares. No entanto, a falta de planejamento e estratégia pós-guerra por Bush e seus assessores para reconstruir essas nações teve um custo elevado.
Durante o século XX, certos comandantes regionais passaram a ser chamados de "comandantes-em-chefe". Antes de 2002, os comandantes combatentes eram referidos diariamente como comandantes-em-chefe (por exemplo, Comandante-em-Chefe do Comando Central dos EUA), embora os cargos já fossem legalmente designados como "comandante combatente" (CCDR). Em 24 de outubro de 2002, o Secretário de Defesa Donald H. Rumsfeld anunciou que o título de comandante-em-chefe passaria a ser reservado exclusivamente ao presidente.
Como o propósito das forças armadas é combater invasores e adversários estrangeiros, tropas dos EUA não podem ser mobilizadas em solo americano. A única exceção ocorre se o presidente invocar o Lei da Insurreição de 1807 para reprimir tumultos civis, rebeliões ou insurreições.
O presidente pode, com certas limitações, convocar ao serviço federal todas ou algumas unidades das Guardas Nacionais e milícias navais [en] dos estados para suplementar as forças regulares, auxiliar governos estaduais em casos de rebelião ou insurreição, ou fazer cumprir a lei federal quando isso for impraticável por meios normais. Além disso, o presidente mantém controle direto sobre a Guarda Nacional do Distrito de Colúmbia [en]. Diferentemente das forças militares, unidades de milícia podem operar em solo americano.
Em tempos de guerra ou emergência nacional, o Congresso pode conceder ao presidente poderes mais amplos para gerenciar a economia nacional e proteger a segurança dos Estados Unidos, embora esses poderes não sejam expressamente previstos na Constituição.

## Poderes executivos
Basta dizer que o Presidente é constituído como o único depositário dos poderes executivos dos Estados Unidos, e os poderes a ele confiados, assim como os deveres a ele impostos, são verdadeiramente impressionantes.

Nixon v. Administração de Serviços Gerais, (Rehnquist, J., dissidente)
Dentro do próprio poder executivo, o presidente possui amplas prerrogativas para gerenciar os assuntos nacionais e definir as prioridades do governo. Ele pode emitir unilateralmente uma variedade de regras, regulamentos e instruções, cujo impacto e visibilidade variam consideravelmente. Memorandos e outras ordens informais podem não ser publicados. Diretrizes de segurança nacional podem ser classificadas como confidenciais. Proclamações públicas e acordos internacionais são mais facilmente rastreáveis, assim como as ordens executivas, que têm força vinculativa de lei sobre as agências federais, mas não requerem aprovação do Congresso dos Estados Unidos.
Exemplos iniciais de diretrizes unilaterais para implementar políticas politicamente controversas incluem a Proclamação de Neutralidade [en] de George Washington (1793), a Proclamação de Nulificação [en] de Andrew Jackson (1832) e a Proclamação de Emancipação de Abraham Lincoln (1862).
A Lei de Orçamento e Contabilidade de 1921 [en] atribuiu ao presidente responsabilidades adicionais na elaboração do orçamento federal, embora o Congresso ainda precise aprová-lo. A lei determinou que o Escritório de Gestão e Orçamento [en] auxilie o presidente na preparação do orçamento. Anteriormente, os presidentes tinham o privilégio de reter fundos conforme julgassem apropriado; no entanto, a Suprema Corte dos Estados Unidos revogou esse privilégio em 1998, no caso Clinton v. City of New York [en], por violar a Cláusula de Apresentação [en]. Esse poder estava disponível a todos os presidentes e era considerado inerente ao cargo. Em resposta aos amplos exercícios de poder pelo presidente Nixon, foi aprovada a Lei de Orçamento do Congresso e Controle de Impoundment de 1974 [en], que também criou o Escritório de Orçamento do Congresso [en] como um contraponto legislativo ao Escritório de Gestão e Orçamento.
As ordens executivas estão sujeitas a revisão judicial e interpretação. Ainda assim, ao agir de forma independente, o presidente pode influenciar fortemente e redirecionar a agenda política nacional, remodelando as políticas públicas do país. Já em 1999, Terry M. Moe e William G. Howell sugeriram que a capacidade presidencial de perseguir objetivos unilateralmente, em vez de por meio do Congresso, "praticamente define o que há de distintivamente moderno na presidência americana contemporânea".:133 Essa mudança pode ser associada a outras transformações, como a polarização dos partidos políticos, o aumento da dis disfunção congressional e a delegação de autoridade ao executivo para implementar disposições legislativas.

## Poderes relacionados à legislação
O presidente dispõe de várias opções ao receber um projeto de lei do Congresso. Se concordar com o projeto, ele pode sancioná-lo em até dez dias após o recebimento, transformando-o em lei. Se for contrário, pode veta-lo e devolvê-lo ao Congresso com uma mensagem de veto sugerindo alterações (a menos que o Congresso esteja em recesso, caso em que o presidente pode recorrer a um veto de bolso [en]).
Os presidentes devem aprovar ou rejeitar um projeto de lei em sua totalidade; vetos seletivos são proibidos. Em 1996, o Congresso concedeu ao presidente Bill Clinton um veto de item de linha sobre partes de um projeto que envolviam gastos federais. Contudo, a Suprema Corte, no caso Clinton v. New York City, considerou o veto de Clinton sobre apropriações de barril de porco [en] para a cidade de Nova York inconstitucional, afirmando que apenas uma emenda constitucional poderia conferir ao presidente o poder de veto de item de linha.
Ao sancionar um projeto, o presidente também pode emitir uma declaração de assinatura [en] expressando sua opinião sobre a constitucionalidade de certas disposições do projeto. Ele pode até declará-las inexequíveis, embora a Suprema Corte ainda não tenha se pronunciado sobre essa questão.
O Congresso pode derrubar vetos com uma votação de dois terços tanto na Câmara quanto no Senado. Esse processo é intrinsecamente difícil e relativamente raro. A ameaça de um veto presidencial geralmente exerce pressão suficiente para que o Congresso modifique um projeto de lei, tornando-o aceitável para sanção presidencial.
Grande parte da legislação tratada pelo Congresso é elaborada por iniciativa do poder executivo. Nos tempos modernos, a "comunicação executiva" tornou-se uma fonte prolífica de propostas legislativas. Geralmente, ela assume a forma de uma mensagem ou carta de um membro do gabinete do presidente, do chefe de uma agência independente ou do próprio presidente, enviando um rascunho de um projeto proposto ao presidente da Câmara dos Representantes e ao presidente do Senado. O presidente pode propor legislação pessoalmente em mensagens anuais e especiais ao Congresso, incluindo o discurso anual sobre o Estado da União e sessões conjuntas do Congresso. Se o Congresso tiver encerrado suas atividades sem agir sobre as propostas, o presidente pode convocar uma sessão especial do Congresso.
Além desses poderes oficiais, o presidente dos EUA, como líder de seu partido político e do governo, exerce grande influência sobre a opinião pública, podendo impactar a legislação. Às vezes, a legislação precisa acompanhar ações executivas assertivas para validá-las.
Para melhorar a relação de trabalho com o Congresso, presidentes recentes criaram o Escritório de Assuntos Legislativos [en]. Assessores presidenciais têm acompanhado de perto todas as atividades legislativas importantes.

## Poderes de nomeação
Após vencer a eleição, o presidente eleito e sua equipe de transição [en] devem iniciar o processo de seleção de indicados para mais de 6.000 cargos federais, cujas nomeações ocorrerão após a posse. Essas nomeações abrangem desde altos funcionários de agências governamentais dos EUA até a equipe da Casa Branca e membros do corpo diplomático. Muitos desses cargos de alto escalão, mas não todos, são nomeados pelo presidente com o conselho e consentimento do Senado dos Estados Unidos.
O presidente também indica pessoas para preencher vagas no judiciário federal, incluindo juízes federais, como membros dos tribunais de apelação e da Suprema Corte dos Estados Unidos. Essas nomeações exigem confirmação do Senado, o que pode representar um obstáculo significativo para presidentes que desejam moldar o judiciário federal segundo uma orientação ideológica específica.
Como chefe do executivo, o presidente nomeia os principais dirigentes de quase todas as agências federais. Esses cargos estão listados no Plum Book [en], que detalha mais de 7.000 posições nomeáveis no governo. Muitas dessas nomeações são feitas diretamente pelo presidente. Ele também tem liberdade para designar novos chefes para dez agências. Por exemplo, não é incomum que o presidente substitua o diretor da CIA ou o administrador da NASA. Outras agências reguladoras federais, como o Conselho da Reserva Federal [en] ou a Comissão de Valores Mobiliários, possuem mandatos fixos que frequentemente ultrapassam os termos presidenciais. Os governadores do Federal Reserve, por exemplo, têm mandatos de quatorze anos para garantir a independência da agência. O presidente também nomeia membros dos conselhos de administração de corporações de propriedade governamental, como a Amtrak. Além disso, pode realizar uma nomeação temporária se um cargo precisar ser preenchido enquanto o Congresso estiver em recesso.
No passado, os presidentes podiam nomear membros do serviço civil [en]. Esse uso do sistema de espólios permitia recompensar apoiadores políticos com empregos. Após o assassinato do presidente James Garfield por Charles J. Guiteau, um candidato frustrado a um cargo, o Congresso instituiu um serviço civil baseado em mérito, no qual os cargos são preenchidos de forma apartidária. O Escritório de Gestão de Pessoal [en] agora supervisiona o preenchimento de 2,8 milhões de empregos federais na burocracia federal. Em 2020, a administração Trump tentou parcialmente reverter essa mudança por meio de uma ordem executiva, criando a classificação de nomeações do Cronograma F [en]. A administração Biden eliminou essa classificação antes de sua implementação total.
O presidente também deve nomear sua equipe de assessores, conselheiros e assistentes. Essas nomeações são políticas e não estão sujeitas à revisão do Senado. Todos os membros da equipe servem "a critério do presidente". Desde 1995, o presidente é obrigado a apresentar um relatório anual ao Congresso listando o nome e o salário de cada funcionário do Escritório da Casa Branca. O relatório de 2011 listou 454 funcionários.

## Clemência executiva
O Artigo II da Constituição dos Estados Unidos concede ao presidente o poder de clemência. Os dois poderes de clemência mais comumente usados são o perdão e a comutação [en]. O perdão é um perdão oficial por um crime reconhecido. Uma vez emitido, toda punição pelo crime é anulada. Uma pessoa que busca clemência executiva por meio de perdão, suspensão, comutação de sentença ou remissão de multa deve apresentar uma petição formal. A petição deve ser endereçada ao presidente dos Estados Unidos e enviada ao advogado de perdão, Departamento de Justiça, Washington, D.C. 20530, exceto para petições relacionadas a ofensas militares. No entanto, ao aceitar o perdão por meio de uma petição formal, a pessoa deve reconhecer que o crime ocorreu. O presidente só pode conceder perdões por crimes federais. O presidente mantém o Escritório do Advogado de Perdão [en] no Departamento de Justiça dos EUA para revisar todos os pedidos de perdão. Ele também pode comutar uma sentença, o que, na prática, altera a punição para o tempo já cumprido. Embora o culpado possa ser libertado da custódia ou não precise cumprir uma pena de prisão, todas as outras punições permanecem em vigor.
A maioria dos perdões é emitida como supervisão do poder judiciário, especialmente em casos em que as Diretrizes Federais de Sentenciamento [en] são consideradas excessivamente severas. Esse poder pode equilibrar os poderes legislativo e judiciário ao alterar punições por crimes. Presidentes podem emitir anistias gerais para perdoar grupos inteiros de pessoas. Por exemplo, o presidente Jimmy Carter concedeu anistia aos desertores da Guerra do Vietnã que fugiram para o Canadá. Presidentes também podem emitir suspensões temporárias de processos ou punições na forma de suspensões. Esse poder é mais comumente usado para adiar sentenças federais de execução.
Perdões podem gerar controvérsia quando parecem motivados politicamente. O presidente George W. Bush comutou a sentença do funcionário da Casa Branca Lewis "Scooter" Libby, e o presidente Donald Trump comutou a sentença e, posteriormente, perdoou Roger Stone.

## Assuntos estrangeiros
Sob a Constituição, o presidente é o principal responsável pelas relações dos Estados Unidos com nações estrangeiras. Ele nomeia embaixadores, ministros e cônsules (sujeitos à confirmação do Senado) e recebe embaixadores estrangeiros e outros funcionários públicos. Junto ao secretário de Estado, o presidente gerencia todos os contatos oficiais com governos estrangeiros.
Ocasionalmente, o presidente pode participar pessoalmente de conferências de cúpula, onde chefes de Estado se reúnem para consultas diretas. Por exemplo, o presidente Woodrow Wilson liderou a delegação americana na Conferência de Paz de Paris em 1919 após a Primeira Guerra Mundial; o presidente Franklin D. Roosevelt reuniu-se com líderes dos Aliados durante a Segunda Guerra Mundial; e todos os presidentes se encontram com líderes mundiais para discutir questões econômicas e políticas e firmar acordos.
Por meio do Departamento de Estado e do Departamento de Defesa, o presidente é responsável pela proteção de americanos no exterior e de cidadãos estrangeiros nos Estados Unidos. Ele decide se reconhece novas nações e novos governos, e negocia tratados com outras nações, que se tornam vinculantes para os Estados Unidos quando aprovados por dois terços do Senado. O presidente também pode negociar acordos executivos [en] com potências estrangeiras que não requerem confirmação do Senado.

## Poderes emergenciais
A Constituição não concede explicitamente ao presidente poderes adicionais em tempos de emergência nacional. Alguns estudiosos acreditam que os formuladores implicaram esses poderes ao estruturar o Poder Executivo de forma a permitir ações mais rápidas que o Legislativo. Como a Constituição silencia sobre o tema, os tribunais não podem outorgar esses poderes ao Executivo quando este tenta exercê-los. Os tribunais só reconhecem o direito do Executivo de usar poderes emergenciais se o Congresso os tiver previamente concedido ao presidente.
O conceito de poderes presidenciais emergenciais não é novo. Contudo, sua aplicação no século XXI apresenta desafios inéditos.
Uma alegação de poderes emergenciais esteve no centro da suspensão do habeas corpus por Abraham Lincoln sem aprovação do Congresso em 1861. Lincoln argumentou que a rebelião criara uma emergência que lhe permitia o poder extraordinário de suspender unilateralmente o mandado. Com o Chefe de Justiça Roger Taney atuando como juiz, o Tribunal Distrital Federal de Maryland anulou a suspensão no caso Ex parte Merryman [en], embora Lincoln tenha ignorado a decisão.
O presidente Franklin Delano Roosevelt também invocou poderes emergenciais ao ordenar que todos os nipo-americanos da Costa Oeste fossem internados em campos durante a Segunda Guerra Mundial. A Suprema Corte dos EUA confirmou essa ordem no caso Korematsu v. United States [en].
Harry Truman declarou o uso de poderes emergenciais ao nacionalizar siderúrgicas privadas que pararam de produzir aço devido a uma greve em 1952. Com a Guerra da Coreia em andamento, Truman alegou que não poderia conduzir a guerra com sucesso se a economia não lhe fornecesse os recursos materiais necessários para equipar as tropas. A Suprema Corte, no entanto, rejeitou esse argumento no caso Youngstown Sheet & Tube Co. v. Sawyer [en], decidindo por 6 a 3 que nem os poderes de comandante-em-chefe nem quaisquer poderes emergenciais alegados davam ao presidente autoridade para confiscar unilateralmente propriedades privadas sem legislação congressional.
Richard Nixon afirmou em 1976 que os poderes do presidente para decidir a constitucionalidade de ações governamentais relacionadas à segurança nacional eram absolutos e exclusivos: "se o presidente faz, isso significa que não é ilegal".
Legislação congressional concede ao presidente poderes para comandar estados e governadores estaduais se ele considerar que estão envolvidos em insurreição.
De acordo com pesquisas do Centro Brennan [en] na Escola de Direito da Universidade de Nova York, administrações desde Eisenhower elaboraram secretamente Documentos de Ação Emergencial Presidencial [en] (PEADs), que afirmam o que um documento governamental descreveu como "autoridade presidencial extraordinária em resposta a situações extraordinárias". Esses poderes secretos parecem isentos de supervisão congressional. Os PEADs passam por revisões periódicas e, embora seu conteúdo atual não fosse conhecido em 2020, versões anteriores incluíam poderes emergenciais para deter "inimigos estrangeiros" e outras "pessoas perigosas"; invocar formas de lei marcial; autorizar mandados gerais permitindo busca e apreensão de pessoas e propriedades; suspender a publicação do Registro Federal; e censurar relatórios de notícias. O Centro Brennan constatou que 56 PEADs estavam em vigor em 2018.

## Privilégio executivo
O privilégio executivo [en] permite ao presidente reter informações do público, do Congresso e dos tribunais em assuntos de segurança nacional e diplomacia. George Washington foi o primeiro a reivindicar esse privilégio quando o Congresso solicitou acesso às notas do Chefe de Justiça John Jay sobre uma impopular negociação do Tratado de Jay com a Grã-Bretanha. Embora não esteja previsto na Constituição, a ação de Washington estabeleceu o precedente para o privilégio. Quando Richard Nixon tentou usar o privilégio executivo como motivo para não entregar fitas de áudio intimadas por um promotor especial no escândalo Watergate, a Suprema Corte decidiu em United States v. Nixon que o privilégio não era absoluto. O tribunal argumentou que o interesse do judiciário na "administração justa da justiça criminal" superava o interesse de Nixon em manter as evidências em segredo. Mais tarde, o presidente Bill Clinton perdeu em tribunal federal ao tentar afirmar o privilégio no Escândalo Clinton-Lewinsky. A Suprema Corte confirmou isso em Clinton v. Jones [en], negando o uso do privilégio em casos de ações civis.

## Limitações ao poder presidencial
Devido à vasta gama de papéis e responsabilidades presidenciais, aliados a uma presença marcante no cenário nacional e internacional, analistas políticos tendem a enfatizar os poderes do presidente. Alguns até falaram de uma "presidência imperial", referindo-se ao papel expandido do cargo que Franklin D. Roosevelt manteve durante seu mandato.
O presidente Theodore Roosevelt chamou a presidência de "púlpito intimidador [en]", um meio de destacar questões nacionalmente, pois, ao levantar um tema, ele inevitavelmente se torna objeto de debate público. Embora o poder e a influência do presidente tenham limites, politicamente ele é, sem dúvida, a figura mais importante em Washington e uma das mais famosas e influentes entre os americanos.
Embora restrito por várias leis aprovadas pelo Congresso, o executivo conduz a maior parte da política externa, e o poder do presidente para ordenar e dirigir tropas como comandante-em-chefe é considerável (os limites exatos dos poderes militares sem autorização congressional permanecem em debate).
A separação de poderes concebida pelos fundadores foi projetada principalmente para evitar que a maioria governasse com mão de ferro. Com base em sua experiência, os formuladores evitaram concentrar poder excessivo em qualquer ramo do novo governo. A separação de poderes estabelece um sistema de poder compartilhado conhecido como "controles e equilíbrios". Por exemplo, o presidente nomeia juízes e secretários de departamentos, mas essas nomeações devem ser aprovadas pelo Senado. Ele pode sancionar ou vetar projetos de lei; se vetar, o projeto retorna ao Congresso, que pode derrubar o veto.

Um fator essencial para conter o abuso do poder executivo unilateral é a responsabilidade presidencial:
[A] Constituição Americana... prevê uma Presidência forte dentro de um sistema igualmente robusto de responsabilidade. Quando o equilíbrio constitucional é perturbado em favor do poder presidencial e em detrimento da responsabilidade presidencial, pode-se dizer que o cargo se torna imperial. – Arthur M. Schlesinger Jr.
Cientistas políticos tentaram desenvolver abordagens teóricas para descrever o uso e controle do poder unilateral, mas essas teorias não foram claramente corroboradas por evidências empíricas. Algumas perspectivas enfatizam a importância das restrições institucionais e da separação de poderes. A ação unilateral pode ser vista como uma forma estratégica de contornar a autoridade congressional ou como uma maneira de agir com a aprovação tácita do partido majoritário. Outras teorias formais focam na agência e nas relações entre o presidente, outros atores burocráticos e o público. Perspectivas comparativas sugerem que fatores como apoio partidário, polarização ideológica e governo dividido podem estar intimamente ligados à formulação de políticas unilaterais. Nenhuma abordagem teórica aborda todas as questões importantes.
Pesquisas empíricas sobre o poder executivo e seus usos são limitadas, e os resultados nem sempre são consistentes. Os dados disponíveis podem não alinhar-se às previsões das teorias de separação de poderes: "presidentes rotineiramente alteram políticas de status quo que as teorias preveem que não deveriam". Evidências sugerem que os presidentes são mais propensos a exercer poder unilateral com o apoio tácito do partido majoritário no Congresso, em vez de contra um Congresso hostil.
Quanto à revisão judicial, parece que os presidentes são mais propensos a emitir ordens executivas quando divergem ideologicamente dos tribunais. No entanto, os tribunais tendem amplamente a apoiar tais diretrizes, mantendo 83% das ordens executivas contestadas em tribunais federais entre 1942 e 1998.
Previsões sobre a relação entre a popularidade presidencial e o número de diretrizes unilaterais emitidas são inconclusivas. Teorizou-se que presidentes menos populares emitiriam mais diretrizes, mas os resultados sobre essa questão são mistos. Quanto à resposta do público às ações do presidente, há evidências sugerindo que "indivíduos são menos propensos a aprovar o presidente após o uso de poder unilateral", possivelmente porque ele substitui a legislação.